# Сена в Аньере
«Сена в Аньере» (фр. La Seine à Asnières) — картина Клода Моне из Государственного Эрмитажа.
Во второй половине XIX века городок Аньер являлся пригородом Парижа и был излюбленным местом отдыха у любителей рыбалки и лодочного спорта, парижская молодежь постоянно там устраивала пикники и загородные прогулки. В начале 1870-х годов сюда любил приезжать и Клод Моне и одним из первых среди известнейших живописцев стал писать здесь свои пейзажи (уже после него здесь работали Синьяк, Бернар, Ван Гог, Сёра и другие), ранее него здесь работал только Гюстав Доре.
Картина написана в 1873 году, когда Моне уже жил в Аржантёе, неподалеку от этого места. На переднем плане несколько в тени изображены пришвартованные к ближнему берегу рыбацкие лодки, противоположный берег реки залит солнечным светом и плотно застроен двух-трёхэтажными домами, виднеются несколько человеческих фигур. Справа внизу подпись художника: Claude Monet. Картина написана масляными красками на холсте и имеет размеры 65,5 × 81,5 см.
Картина была приобретена в начале XX века немецким коллекционером Э. Л. Лоренц-Мейером, после его смерти унаследована его женой Алисой Мейер, во время Второй мировой войны была захвачена советскими войсками и отправлена в СССР в счет репараций; долгое время хранилась в запасниках Государственного Эрмитажа и была показана лишь в 1995 году на Эрмитажной выставке трофейного искусства; с 2001 года числится в постоянной экспозиции Эрмитажа и с конца 2014 года выставляется в Галерее памяти Сергея Щукина и братьев Морозовых в здании Главного Штаба (зал 403).
Известны ещё два авторских варианта этой картины, исполненные в том же 1873 году, причем один из них практически полностью повторяет работу из Эрмитажного собрания, хотя и несколько отличается размерами. Второй вариант имеет гораздо больше отличий: так, например, лодки и противоположный берег изображены с несколько другого ракурса, на реке изображена яхта, идущая под полными парусами. Первая копия картины хранится в США в закрытой частной коллекции, второй вариант находится также в США, был в коллекции Хэвемейеров и затем также оказался в закрытом частном собрании.